# 迪安·格肯
迪安·格肯（英語：Dean Gerken；1985年5月22日—）是一位英格蘭足球運動員。在場上的位置是守門員。他現在效力於英格蘭足球冠軍聯賽球隊伊普斯维奇城足球俱乐部。他也曾經效力於布里斯托爾城足球俱樂部。

## 外部連結
- Profile at Colchester United F.C.
- 足球数据库：迪安·格肯的球员统计数据